# Laurent-Théodore Biett
Laurent-Théodore Biett (* 25. Juli 1781 in S-chanf im Kanton Graubünden; † 3. März 1840 in Paris) war ein schweizerisch-französischer Mediziner.

## Leben

### Familie
Laurent-Théodore Biett war der Sohn von Duosch Biett und dessen Ehefrau Uorsa (geb. Barth). Seit 1821 war er mit Catherina (geb. von Perini) verheiratet. 1786 wanderte seine Familie nach Clermont-Ferrand in Frankreich aus. Seinen Lebensabend verbrachte er in seinem Geburtsort S-chanf.

### Werdegang
Laurent-Théodore Biett studierte am Hôtel-Dieu in Clermont-Ferrand; er promovierte 1814 mit seiner Dissertation Quelques Observations sur la frénesic aiguë idiopathique.
Er war ab 1801 in Paris und wurde Mitarbeiter und Schüler des Dermatologen Jean-Louis Alibert am Hôpital Saint-Louis, später wurde er sein Stellvertreter. Nach seiner Promotion richtete er am Krankenhaus eine ambulante Abteilung für Hautkrankheiten ein, deren Direktor er 16 Jahre lang war; später war er als Hausarzt tätig.
1816 besuchte er einen Patienten in London und nutzte den Aufenthalt, um die Arbeit von Robert Willan und Thomas Bateman (1778–1821) zu studieren.
In Pairs hielt er Vorlesungen. Zu seinen Studenten gehörten unter anderem Pierre Louis Alphée Cazenave (1795–1877) und Henri Édouard Schedel (1804–1856), die 1828 eine Schrift veröffentlichten, das eine Zusammenstellung von Laurent-Théodore Bietts Vorlesungen und Beobachtungen war und zu einem mehrfach aufgelegten Hauptwerk der Dermatologie und in verschiedene Sprachen übersetzt wurde; so lautete der deutsche Titel von 1839 Practische Darstellung der Hautkrankheiten: nach den geachtetsten Schriftstellern, vorzüglich aber nach den in der Clinik des Hrn. Doctor Biett im Hospitale Saint-Louis gesammelten Beobachtungen und Erfahrungen.
Laurent-Théodore Biett entfremdete sich gegenüber Jean-Louis Alibert, der ihm seinen persönlichen Erfolg, unter anderem in der Cholerabekämpfung, neidete, und weil er 1816 die Klassifizierung der Hautkrankheiten nach einer anatomischen Sichtweise von dem englischen Dermatologen Robert Willan in Frankreich einführte, die der von Alibert entgegengesetzt war.
Das syphilitische Krankheitssymptom Biett's collarette wurde nach Laurent-Théodore Biett benannt.

## Mitgliedschaften
- Laurent-Théodore Biett war Mitglied der französischen Königlichen Medizinischen Akademie.
- Er war seit 1830 Mitglied der Ehrenlegion.

## Schriften (Auswahl)
- Quelques Observations sur la frénesic aiguë idiopathique.
- Laurent-Théodore Biett; Pierre Louis Alphée Cazenave; Henri Édouard Schedel: Abrégé pratique des maladies de la peau: d'après les auteurs les plus estimés et surtout d'après les documents puisés dans les leçons cliniques. Paris: Béchet Jeune, 1828.